# Cis-1,2-diidrossi-4-metilcicloesa-3,5-diene-1-carbossilato deidrogenasi
La cis-1,2-diidrossi-4-metilcicloesa-3,5-diene-1-carbossilato deidrogenasi è un enzima appartenente alla classe delle ossidoreduttasi, che catalizza la seguente reazione:
cis-1,2-diidrossi-4-metilcicloesa-3,5-diene-1-carbossilato + NAD(P)+ ⇄ 4-metilcatecolo + NAD(P)H + CO2
L'enzima è coinvolto nella via di degradazione dello p-xilene, nei batteri.